# Komorni zbor Limbar Moravče
Komorni zbor Limbar je bil ustanovljen leta 1996 v sklopu Kulturno - izobraževalnega društva Limbar, Moravče. Sprva ga je sestavljalo 16 pevk in pevcev pod vostvom Elizabete Kunavar (Pirnat). V tem času je zbor sodeloval na državnem tekmovanju Naša pesem v Mariboru (2005), kjer je prejel srebrno plaketo. Prejel pa je tudi nagrado za najboljšo izvedbo priredbe slovenske ljudske pesmi (prir. Samo Vremšak: V hartelcu rastejo rože lape). Posnel je tudi zgoščenko Limbarji (2003) s skladbami tujih in slovenskih avtorjev ter priredbami slovenskih ljudskih skladb. 
V letu 2010 je zbor prevzel Tomaž Pirnat. Drugi CD z naslovom Že spet cvetijo Limbarji je bil posnet v letu 2011 pod vodstvom zborovodje Tomaža Pirnata. Na njem so slovenske umetne in priredbe slovenskih ljudskih skladb. Obe zgoščenki je izdal Dream studio KRT in sta bili posneti v cerkvi sv. Valentina na Limbarski gori. Tudi od leta 2010 dalje se je zbor dvakrat udeležil tekmovanja Naša pesem v Mariboru, kjer je obakrat prejel srebrno plaketo (2016, 2022).
Komorni zbor Limbar redno naroča nove skladbe pri priznanih slovenskih skladateljih (Bec, Habe, Pustinek Rakar, Močnik).
Vsako leto pripravi tradicionalni božični koncert 26. decembra, ki ga združi tudi z obeležitvijo dneva samostojnosti in enotnosti. Božični koncert je običajno tematsko obarvan (Slovenski Božič, obletnice skladateljev,...)
Zbor redno sodeluje tudi na prireditvi Baragov večer, ki ga pripravlja izobraževalna sekcija KID Limbar v cerkvi Marije kraljice angelov na Drtiji pri Moravčah.
Vsa leta delovanja redno na območnih revijah Javnega sklada za ljubiteljsko kulturno dejavnost OI Domžale.
Pri vokalno instrumentalnih projektih (Mozart: Requiem, Haydn: maše, Orff: Carmina burana) sodeluje s Simfoničnim orkestrom Domžale-Kamnik, Zborom Slovenske Filharmonije, Obalnim komornim orkestrom
Zbor je posnel več prispevkov za TV Slovenija, Radio Ognjišče,...
Sodeloval je na več regijskih tekmovanjih, od koder se je redno vračal z visokimi uvrstitvami in posebnimi priznanji.
V KID Limbar, Moravče deluje tudi Otroški zbor KID Limbar pod podstvom Elizabete Pirnat in Patricije Štefan.

### Tekmovanja Komornega zbora Limbar
- regijsko tekmovanje, Škofja Loka (2004) - zlato priznanje in nagrada za najboljšo izvedbo priredbe slovenske ljudske pesmi (prir. Samo Vremšak: V hartelcu rastejo rože lape), zborovodkinja Elizabeta Pirnat
- Naša Pesem, Maribor (2005) - srebrna plaketa in nagrada za najboljšo izvedbo priredbe slovenske ljudske pesmi (prir. Samo Vremšak: V hartelcu rastejo rože lape), zborovodkinja Elizabeta Pirnat
- Sozvočenja, Škofja Loka (2007) - zbor je bil izbran za koncert v Slovenski filharmoniji s projektom skladb Sama Vremšaka, zborovodkinja Elizabeta Pirnat
- regijsko tekmovanje, Škofja Loka (2009) - zlato priznanje in nagrada za najboljšo izvedbo slovenske umetne pesmi (A. Kumar: Vsi potoki, vse reke), zborovodja Tomaž Pirnat
- regijsko tekmovanje, Škofja Loka (2015) - zlato priznanje in nagrada za najboljšo izvedbo priredbe slovenske ljudske pesmi (ljudska iz okolice Trsta, prir. Uroš Krek: Škrinja orehova), zborovodja Tomaž Pirnat
- Naša Pesem, Maribor (2016) - srebrna plaketa, zborovodja Tomaž Pirnat
- regijsko tekmovanje, Škofja Loka (2017) - zlato priznanje in nagrada za najboljšo izvedbo priredbe slovenske ljudske pesmi (ljudska iz Porabja, prir. Tomaž Habe: Nede mi več rasla), zborovodja Tomaž Pirnat
- Naša Pesem, Maribor (2022) - srebrna plaketa, zborovodja Tomaž Pirnat

### Turneje in gostovanja Komornega zbora Limbar v tujini
Stuttgart (Nemčija, 1997)
München (Nemčija, 1998)
Šmihel pri Pliberku (Avstrija, 1998)
Rim (Italija (1999)
Praga (Češka, 2001)
Dunaj (Avstrija, 2001)
Maasmechelen (Belgija, 2003)
Luxemburg (2003)
Merlebach (Francija, 2003)
Aleksinac (Srbija, 2003)
Bruselj (Belgija, 2005)
Beograd, Vršac (Srbija, 2010)
Skopje, Bitola (Makedonija, 2013)

### Diskografija
Limbarji (2003)
1.  Grablied, Hugo Wolf (1860-1903), Lenz Lorenzi
2.  Ubi Caritas, Maurice Duruflé (1902-1986), liturgično besedilo
3.  Khvalite imja gospodne, Romuald Twardowski (1930), liturgično besedilo
4.  Still weil's Kindlein schlafen will, prir. Gerhard Weinberger, zgornje avstrijska
5.  Že pada mrak v dolino, Ignacij Hladnik (1865-1932)
6.  Na svetu lepš'ga cira ni, prir. Jože Trošt (1940)
7.  Nobody knows the Trouble I've seen, prir. Rolf Mammel, črnska duhovna
8.  Zgodaj odhajajo, Samo Vremšak (1930-2004), Tone Kuntner
9.  Čiči Nana, Maričica, prir. Pavle Merkú (1927-2014)
10.  Kej me b'š t'ku zamjero, prir. Ubald Vrabec (1905-1992)
11.  Sijaj mi sončece,  ljudska
12.  Gularja sen tiela jmiet, prir. Ubald Vrabec (1905-1992)
13.  San se šetao, prir. Ambrož Čopi (1973)
14.  Vipavska, prir. Emil Adamič (1877-1936)
zborovodkinja: Elizabeta Pirnat
snemalec: Dominik Krt
snemano v cerkvi sv. Valentina na Limbarski gori
Že spet cvetijo limbarji (2011)
1. Mihael Rožanc: Dober večer (primorska ljudska) 1:37
2. Danilo Bučar: Knis liepa, knis luba (rožanska ljudska) * 1:34
3. Matija Tomc: Šopek slovenskih ljudskih **sopran solo Sanja Zupanič, citre Tomaž Plahutnik 8:32
4. Zdravko Švikaršič: Da be biua liepa vura (rožanska ljudska) 2:09
5. France Marolt: Barčica (primorska ljudska) * 3:08
6. Karel Boštjančič: Prišel ljubi je pod okno (slov. ljudska) 2:27
7. Ubald Vrabec: Protuletje (prekmurska ljudska) 3:08
8. S.&V. Avsenik/Vilko Ovsenik: Večer na Robleku (Ferry Souvan) 2:12
9. S.&V. Avsenik/Niko Zlobko: V Hrašah ‘mam pa tetko (Ferry Souvan) * 1:59
10. S.&V. Avsenik/Vilko Ovsenik: Lepe ste ve Karavanke (Ferry Souvan) 2:57
11. Radovan Gobec/Narciseki: Od Martina Kebra (slov. ljudska) * 2:34
12. Matija Tomc: Sonce m’ je nizke persjavo (koroška ljudska) ** 1:57
13. Zdravko Švikaršič: So še rožce u hartelne žavovale (rožanska ljudska) 2:44
14. Matija Tomc: Venček slovenskih narodnih (za igro Adam Ravbar) *citre Tomaž Plahutnik 2:58
15. Ubald Vrabec: Bratci veseli (slov. ljudska) 2:50
16. Hilarij Lavrenčič: Petelinček je zapieu (beneška ljudska iz Trinka) 2:21
17. Samo Vremšak: Marko skače (prekmurska ljudska) 1:41
zborovodja:Tomaž Pirnat
snemalec: Dominik Krt
snemano v cerkvi sv. Valentina na Limbarski gori